# Museo diocesano (Recanati)

Il Museo diocesano di Recanati è un museo del patrimonio artistico della diocesi di Macerata, con sede nel Palazzo episcopale di Recanati risalente al XIII secolo. Il museo venne istituito nel 1958 come primo museo diocesano delle Marche, in seguito divenuto sede distaccata del Museo diocesano di Macerata al fine di valorizzare, promuovere e divulgare il patrimonio artistico-religioso della Concattedrale di San Flaviano.

## Storia

### Il palazzo
Il primo edificio del Palazzo episcopale di Recanati venne costruito nel 1240 come parte adiacente alla Concattedrale di San Flaviano. L'edificio fu poi ricostruita dal cardinale Angelo da Bevagna tra il 1389 ed il 1412, subendo molti restauri e cambi di destinazione d'uso nel corso dei secoli.

### 1958: La nascita del Museo diocesano di Recanati
Nel primo dopoguerra, su iniziativa del Vescovo Aluigi Cossio, (1924-1955) vennero avviate le pratiche per la realizzazione del primo museo diocesano delle Marche a Recanati. Il nuovo progetto provava il sostegno operativo e fattuale del monsignor Attilio Moroni (Porto Recanati, 1909 – 1986), oltreché degli artisti recanatesi Rodolfo Ceccaroni ed Arturo Politi. Dopo un periodo di restauro ed allestimento dell'antica residenza vescovile, il Museo diocesano di Recanati fu inaugurato nel 1958, trovando la sua sede originaria nel grande salone del piano superiore dell’edificio. In tale contesto venivano esposte una selezione "opere di arte minore, senza divisione alcuna per creare una certa varietà riposante". Tali opere provenienti dalla Concattedrale di San Flaviano e da altre chiese del comune come Santa Maria di Castelnuovo, Santa Maria della Piazza, San Domenico, Sant’Anna, Santa Lucia, Santo Stefano, il Beato Placido.
In seguito il museo diocesano di Recanati fu ampliato annettendo il portico a piano terra del vecchio Episcopio e le antiche carceri pontificie risalenti al 1434 ad opera del cardinale Giovanni Vitelleschi, Vescovo di Recanati e Macerata nonché Governatore della Marca.
La collezione si ampliò poi di nuovi pezzi donati dalle famiglie Belli e Calamanti, oltreché a nuove acquisizioni compiute dal monsignor Moroni nel mercato antiquario.

### 2004: Il nuovo allestimento nel piano nobile
Sul finire degli anni '90 crebbe la consapevolezza della necessità di ammodernare il museo, adeguandolo alle nuove normative di sicurezza ed accessibilità, nonché ad un nuovo allestimento che aggiornasse la fruizione della opere esposte in un nuovo allestimento. Fu così che il museo venne ricollocato nelle sale del piano nobile del nuovo Palazzo Episcopale, in un programma di restauri mirato alle opere ed alle decorazioni delle volte delle sale. La collezione venne così divisa per tematiche, classe, tipologia e cronologia. Il museo, così riallestito per volere del vescovo Luigi Conti, inauguro il 23 maggio 2006 con il nuovo percorso di dodici sale espositive.

### 2016: Il terremoto delle Marche e la chiusura
Il Museo diocesano di Recanati rimase così aperto fino al terremoto del Centro Italia del 2016 e del 2017, che causò danni all'edificio tali da non permetterne più le visite. I lavori di restauro furono poi enormemente ritardati da un contenzioso con un privato, in merito al crollo di un muro, impedendo così l'avvio dei lavori di recupero della struttura.

## La collezione

### Pittura e scultura
- Dittico del XIV secolo, in steatite, del periodo bizantino.
- Polittico su tavol con la Madonna con Gesù Bambino in trono e santi (1382), tavola di Guglielmo Veneziano, proveniente dalla Chiesa di Santa Maria di Castelnuovo, commissionata dal mercante veneziano Andrea Colussi.[5]
- Madonna dell'umiltà, (1443) di Giacomo di Nicola da Recanati, proveniente dalla Concattedrale di San Flaviano.
- Sacra Famiglia (seconda metà del XV secolo), attribuita ad Andrea Mantegna.
- Polittico con Madonna con Gesù Bambino in trono e angeli, tra san Benedetto da Norcia e san Sebastiano, Gesù Cristo in pietà (1477), tempera su tavola, di Ludovico Urbani, proveniente dalla Concattedrale.
- Polittico - San Francesco d'Assisi riceve le stimmate (scomparto, 1480 - 1490 ca.), di Ludovico Urbani, provenienti dalla Concattedrale.
- Polittico - San Ludovico di Tolosa (scomparto, 1480 - 1490 ca.), di Ludovico Urbani, provenienti dalla Concattedrale.
- Madonna col Bambino e Angeli, San Girolamo, Santa Sofia (?) e le Vitrù Cardinali, proveniente dalla Chiesa di San Domenico. Questa è l'unica pala di soggetto sacro di Cristoforo Gherardi, detto il Doceno, del 1547 circa, in cui sono presenti elementi derivati dal maestro Raffaellino del Colle, ma anche dal linguaggio eccentrico e stravagante dei fanesi Bartolomeo e Pompeo Morganti, nell'affollamento dello spazio e nel gusto per la decorazione.[6]
- Madonna col Bambino e i Santi Tommaso d'Aquino, Paolo, Nicola di Bari e Agnese, firmata da Gregorio Pagani e datata 1598. La pala, eseguita per la chiesa maceratese di Santa Maria della Fonte, demolita nel 1810, è un interessante esempio di pittura riformata fiorentina in terra marchigiana.[7]
- Statue di San Pietro, Santa Lucia e Sant'Apollonia (XVII secolo), in legno.
- Virgo Purissima (XVII secolo), Giovanni Battista Salvi detto il Sassoferrato.
- Santa Lucia (prima metà del XVII secolo), attribuita a Giovanni Francesco Barbieri detto il Guercino.